# 巴哈瓦尔布尔
巴哈瓦尔布尔是巴基斯坦旁遮普省的一座城市，位于萨特莱杰河畔，是巴哈瓦尔布尔县县治所在地。